# Euclasta maceratalis
Euclasta maceratalis is een vlinder van de familie van de grasmotten (Crambidae). De wetenschappelijke naam van deze soort is voor het eerst voorgesteld door Julius Lederer in een publicatie uit 1863. De spanwijdte bedraagt ongeveer 3 centimeter.

## Verspreiding
De soort komt voor in Australië.

## Waardplanten
De rups leeft op Gymnanthera oblonga (Apocynaceae).